# Ngữ pháp tiếng Ireland
Ngữ pháp tiếng Ireland là tập hợp các quy tắc sử dụng của tiếng Ireland. Về mặt hình thái, tiếng Ireland có một số đặc điểm đặc trưng của ngữ hệ Ấn-Âu. Danh từ được biến cách theo số và cách, và động từ được chia theo ngôi và số. Danh từ chia thành giống đực và giống cái. Các đặc điểm khác của hình thái tiếng Ireland tuy đặc trưng cho nhóm ngôn ngữ Celt hải đảo nhưng lại xa lạ đối với các ngôn ngữ Ấn-Âu khác, ví dụ như giới từ có biến cách hay biến tính phụ âm đầu. Cú pháp tiếng Ireland cũng khác các ngôn ngữ Ấn-Âu khác do sử dụng trật tự từ động-chủ-vị.

## Cú pháp
Tiếng Ireland sử dụng trật tự từ động từ-chủ ngữ-vị ngữ. 
Ví dụ: "Anh ta đã đánh tôi" - Bhuail sé hé.
| Bhuail             | sé               | hé            |
| đánh (thì quá khứ) | anh ta (chủ ngữ) | tôi (tân ngữ) |

Tiếng Ireland có phân biệt giữa từ liên hệ (an chopail) is và tá (đều là "to be" trong tiếng Anh và không có từ tuơng ứng trong tiếng Việt). Is thể hiện một đặc điểm hay trạng thái cố định, còn tá thể hiện tính nhất thời. Điều này tuơng tự với động từ ser và estar trong tiếng Tây Ban Nha và tiếng Bồ Đào Nha: is và tá lần lượt tuơng đồng với es và está (dạng chia ở ngôi thứ ba, số ít, thức chỉ định của lần lượt ser và estar).
Ví dụ:
- Is fear é: Anh ấy là đàn ông.
- Is duine fuar é: Anh ấy lạnh lùng.
- Is duine maith é: Anh ấy tốt bụng.
- Tá sé fuar: Anh ấy bị lạnh.
- Tá sé ina chodladh: Anh ấy đang ngủ.
- Tá sé go maith: Anh ấy ổn.

## Danh từ
Danh từ tiếng Ireland biến tố theo 4 cách là ainmneach (cách chủ ngữ & cách bổ ngữ), gairmeach (cách xưng hô), ginideach (cách sở hữu), tabharthach (cách giới từ). Cách giới từ cũng gọi là tặng cách.
Danh từ tiếng Ireland chia thành giống đực và giống cái. Ở một mức độ nhất định thì giống danh từ có thể xác định qua đuôi từ, ví dụ -án và -ín cho giống đực và -óg cho giống cái. Tiếng Ireland đã từng có giống trung nhưng nay đã mất, chỉ còn gặp ở một vài tên địa lý.

## Mạo từ
| Mạo từ       | Số ít     | Số ít     | Số nhiều |
| Mạo từ       | Giống đực | Giống cái | Số nhiều |
| ------------ | --------- | --------- | -------- |
| Cách chủ ngữ | anT       | anL       | naH      |
| Cách sở hữu  | anL       | naH       | naE      |
| Cách giới từ | an1       | an2       | naH      |

Tiếng Ireland có hai mạo từ xác định: an và na. An có thể khiến cho danh từ theo sau bị nhược hóa hoặc mũi hóa. Na cũng có thể gây ra hiện tượng mũi hóa; trường hợp duy nhất mà na có thể nhược hóa là ở dạng số ít cách sở hữu của céad "đầu tiên".
Tên các quốc gia ở cách chủ ngữ thường có mạo từ xác định: An Fhrainc "Pháp", an Bhrasaíl "Brazil", an tSeapáin "Nhật Bản". Các ngoại lệ bao gồm Éire "Ireland", Albain "Scotland" and Sasana "Anh".
Khi hai danh từ xác định hình thành cấu trúc sở hữu cách (X của Y) thì chỉ có danh ngữ nào ở sở hữu cách mới dùng mạo từ xác định. Ví dụ, dùng Áras an Uachtaráin "tư dinh của Tổng thống" chứ không dùng an tÁras an Uachtaráin.
Tiếng Ireland không có mạo từ không xác định.

## Tính từ
Tính từ luôn đứng sau danh từ, biến tố theo cách, số và giống của danh từ mà nó bổ nghĩa.
Ví dụ:
- An cailín beag "Cô gái nhỏ" - giống đực, số ít, cách chủ ngữ
- An bhean bhocht "Người đàn bà nghèo" - giống cái, số ít, cách chủ ngữ
- Na buachaillí óga "Những cậu trai trẻ" - giống đực, số nhiều, cách chủ ngữ

Tính từ có hai hình thái là thể cơ bản (bunchéim) và thể so sánh (breischéim). Không có thể so sánh hơn nhất riêng mà khi so sánh hơn nhất người ta bổ nghĩa danh từ bằng một mệnh đề quan hệ với tính từ ở thể so sánh.

## Trạng từ
Trạng từ dùng để bổ nghĩa cho động từ, tính từ và trạng từ khác.
Trạng từ có thể được tạo thành bằng cách thêm go vào trước tính từ, hoặc go + h- nếu tính từ bắt đầu bằng nguyên âm, ví dụ như mall (chậm) trở thành go mall, tapaigh (nhanh, vội) trở thành go tapaigh, áirithe (đặc biệt, cụ thể) trở thành go háirithe, vân vân.
Cũng có thể tạo trạng từ bằng cách thêm giới từ vào trước danh từ, ví dụ: ar bith, de ghnáth, faoi dheireadh.
Ngoài ra, còn có các kiểu trạng từ khác không tạo bằng hai cách trên như các trạng từ chỉ thời gian (uaireanta, anois, cheana), chỉ nơi chốn (ann, abhaile, amuigh), chỉ sự nghi vấn (cathain, conas, cá), chỉ sự phủ định (ní, nach, nar), và các trạng từ khác như áfach, chomh maith, ach oiread.

## Động từ
Các dạng chia động từ gồm có thì hiện tại (gồm thể thông thường và thể thường xuyên), thì quá khứ (gồm thể thông thường, thể thường xuyên và thể hoàn thành), thì tuơng lai (chỉ có một thể duy nhất). Mỗi dạng này còn được chia theo 4 thức (thức chỉ định, thức mệnh lệnh, thức điều kiện, thức giả định) và 2 giọng (chủ động và bị động). 
Đa phần động từ là động từ có quy tắc; các động từ này ở thì hiện tại có dạng ngữ pháp giống nhau ở thể thông thường và thể thường xuyên. Ngoài ra, tiếng Ireland có 11 động từ bất quy tắc, đó là bí (động từ liên hệ, như to be trong tiếng Anh), déan (làm), clois/cluin (nghe), feic (thấy), abair (nói), ith (ăn), téigh (đi), tar (đến), tabhair (cho), faigh (nhận), beir (mang). Trong đó, bí là động từ duy nhất có hai dạng khác nhau cho thể thông thường và thể thường xuyên của thì hiện tại.

## Đại từ

### Đại từ nhân xưng
Đại từ nhân xưng tiếng Ireland không biến đổi theo cách, thay vào đó chia ra thành đại từ thường và đại từ nhấn mạnh, trong mỗi loại lại chia thêm thành đại từ đơn độc và đại từ liên kết.
Khác với nhiều ngôn ngữ Ấn-Âu, tiếng Ireland không phân biệt giữa ngôi thứ hai trang trọng và ngôi thứ hai thông tục. 
| Đại từ thường    | Đại từ thường    | Số ít    | Số ít   | Số nhiều      | Số nhiều      |
| Đại từ thường    | Đại từ thường    | Liên kết | Đơn độc | Liên kết      | Đơn độc       |
| ---------------- | ---------------- | -------- | ------- | ------------- | ------------- |
| Ngôi thứ nhất    | Ngôi thứ nhất    | mé       | mé      | (muid)        | muid, sinn    |
| Ngôi thứ hai     | Ngôi thứ hai     | tú       | thú     | sibh          | sibh          |
| Ngôi thứ ba      | Giống đực        | sé       | é       | siad          | iad           |
| Ngôi thứ ba      | Giống cái        | sí       | í       | siad          | iad           |
| Đaị từ nhấn mạnh | Đaị từ nhấn mạnh | Số ít    | Số ít   | Số nhiều      | Số nhiều      |
| Đaị từ nhấn mạnh | Đaị từ nhấn mạnh | Liên kết | Đơn độc | Liên kết      | Đơn độc       |
| Ngôi thứ nhất    | Ngôi thứ nhất    | mise     | mise    | muidne, sinne | muidne, sinne |
| Ngôi thứ hai     | Ngôi thứ hai     | tusa     | thusa   | sibhse        | sibhse        |
| Ngôi thứ ba      | Giống đực        | seisean  | eisean  | siadsan       | iadsan        |
| Ngôi thứ ba      | Giống cái        | sise     | ise     | siadsan       | iadsan        |

#### Đại từ liên kết
Trật tự từ cơ bản của tiếng Ireland là động-chủ-tân (V-S-O). Dạng đại từ liên kết được sử dụng nếu như đối tượng được nhắc tới là chủ ngữ đứng ngay sau động từ.

#### Đại từ đơn độc
Nếu đối tượng được nhắc đến bằng đại từ không phải là chủ ngữ hoặc là chủ ngữ nhưng không đứng liền với động từ thì phải dùng dạng đại từ đơn độc.

#### Đại từ nhấn mạnh
Như tên gọi, đại từ nhấn mạnh dùng để nhấn mạnh vào đối tượng được nhắc tới. Ví dụ: mé "tôi" > mise "chính tôi". Ngoài ra, có thể tạo đại từ nhấn mạnh bằng cách thêm féin sau đại từ thường; đại từ tạo theo cách này ngoài có vai trò nhấn mạnh còn có chức năng của đại từ phản thân. Ví dụ: Rinne mé féin é "Tự tôi đã làm cái đó".

### Đại từ giới ngữ
Khi đại từ được dùng làm tân ngữ của giới từ thì giới từ và đại từ đó có thể kết hợp thành đại từ giới ngữ. Đại từ giới ngữ cũng có thể thường và thể nhấn mạnh.
| Đại từ giới ngữ         | Đại từ giới ngữ | Số ít         | Số ít        | Số ít       | Số ít       | Số nhiều      | Số nhiều     | Số nhiều    |
| Đại từ giới ngữ         | Đại từ giới ngữ | Ngôi thứ nhất | Ngôi thứ hai | Ngôi thứ ba | Ngôi thứ ba | Ngôi thứ nhất | Ngôi thứ hai | Ngôi thứ ba |
| Đại từ giới ngữ         | Đại từ giới ngữ | Ngôi thứ nhất | Ngôi thứ hai | Giống đực   | Giống cái   | Ngôi thứ nhất | Ngôi thứ hai | Ngôi thứ ba |
| ----------------------- | --------------- | ------------- | ------------ | ----------- | ----------- | ------------- | ------------ | ----------- |
| ag "ở, tại"             | Thường          | agam          | agat         | aige        | aici        | againn        | agaibh       | acu         |
| ag "ở, tại"             | Nhấn mạnh       | agamsa        | agatsa       | aigesean    | aicise      | againne       | agaibhse     | acusan      |
| ar "trên"               | Thường          | orm           | ort          | air         | uirthi      | orainn        | oraibh       | orthu       |
| ar "trên"               | Nhấn mạnh       | ormsa         | ortsa        | airsean     | uirthise    | orainne       | oraibhse     | orthusan    |
| as "ra khỏi"            | Thường          | asam          | asat         | as          | aisti       | asainn        | asaibh       | astu        |
| as "ra khỏi"            | Nhấn mạnh       | asamsa        | asatsa       | as-san      | aistise     | asainne       | asaibhse     | astusan     |
| chuig/ chun "hướng về"  | Thường          | chugam        | chugat       | chuige      | chuici      | chugainn      | chugaibh     | chucu       |
| chuig/ chun "hướng về"  | Nhấn mạnh       | chugamsa      | chugatsa     | chuigesean  | chuicise    | chugainne     | chugaibhse   | chucusan    |
| de "đến từ"             | Thường          | díom          | díot         | de          | di          | dínn          | díbh         | díobh       |
| de "đến từ"             | Nhấn mạnh       | díomsa        | díotsa       | desean      | dise        | dínne         | díbhse       | díobhsan    |
| do "dành cho"           | Thường          | dom           | duit         | dó          | di          | dúinn         | daoibh       | dóibh       |
| do "dành cho"           | Nhấn mạnh       | domsa         | duitse       | dósan       | dise        | dúinne        | daoibhse     | dóibhsean   |
| faoi "xung quanh, dưới" | Thường          | fúm           | fút          | faoi        | fúithi      | fúinn         | fúibh        | fúthu       |
| faoi "xung quanh, dưới" | Nhấn mạnh       | fúmsa         | fútsa        | faoisean    | fúithise    | fúinne        | fúibhse      | fúthusan    |
| i "trong"               | Thường          | ionam         | ionat        | ann         | inti        | ionainn       | ionaibh      | iontu       |
| i "trong"               | Nhấn mạnh       | ionamsa       | ionatsa      | annsan      | intise      | ionainne      | ionaibhse    | iontusan    |
| idir "giữa"             | Thường          | —             | —            | —           | —           | eadrainn      | eadraibh     | eatarthu    |
| idir "giữa"             | Nhấn mạnh       | —             | —            | —           | —           | eadrainne     | eadraibhse   | eatarthusan |
| le "với"                | Thường          | liom          | leat         | leis        | léi         | linn          | libh         | leo         |
| le "với"                | Nhấn mạnh       | liomsa        | leatsa       | leisean     | léise       | linne         | libhse       | leosan      |
| ó "kể từ"               | Thường          | uaim          | uait         | uaidh       | uaithi      | uainn         | uaibh        | uathu       |
| ó "kể từ"               | Nhấn mạnh       | uaimse        | uaitse       | uaidhsean   | uaithise    | uainne        | uaibhse      | uathusan    |
| roimh "trước"           | Thường          | romham        | romhat       | roimhe      | roimpi      | romhainn      | romhaibh     | romhu       |
| roimh "trước"           | Nhấn mạnh       | romhamsa      | romhatsa     | roimhesean  | roimpise    | romhainne     | romhaibhse   | romhusan    |
| thar "qua, vượt qua"    | Thường          | tharam        | tharat       | thairis     | thairsti    | thairainn     | tharaibh     | tharstu     |
| thar "qua, vượt qua"    | Nhấn mạnh       | tharamsa      | tharatsa     | thairisean  | thairstise  | thairainne    | tharaibhse   | tharstusan  |
| trí "xuyên qua"         | Thường          | tríom         | tríot        | tríd        | tríthi      | trínn         | tríbh        | tríothu     |
| trí "xuyên qua"         | Nhấn mạnh       | tríomsa       | tríotsa      | trídsean    | tríthise    | trínne        | tríbhse      | tríothusan  |
| um "vòng qua"           | Thường          | umam          | umat         | uime        | uimpi       | umainn        | umaibh       | umpu        |
| um "vòng qua"           | Nhấn mạnh       | umamsa        | umatsa       | uimesean    | uimpise     | umainne       | umaibhse     | umpusan     |

## Số
| Số   | Số đếm       | Số đếm          | Số đếm          | Số thứ tự       |
| Số   | Số đơn độc   | Số liên kết     | Số liên kết     | Số thứ tự       |
| Số   | Số đơn độc   | Cho vật         | Cho người       | Số thứ tự       |
| ---- | ------------ | --------------- | --------------- | --------------- |
| 0    | náid         |                 |                 |                 |
| 1    | a haon       | (aon)...amháin  | (aon)...amháin  | céad            |
| 2    | a dó         | dhá             | beirt           | dara            |
| 3    | a trí        | trí             | triúr           | tríú            |
| 4    | a ceathair   | ceithre         | ceathrar        | ceathrú         |
| 5    | a cúig       | cúig            | cúigear         | cúigiú          |
| 6    | a sé         | sé              | seisear         | séú             |
| 7    | a seacht     | seacht          | seachtar        | seachtú         |
| 8    | a hocht      | ocht            | ochtar          | ochtú           |
| 9    | a naoi       | naoi            | naonúr          | naoú            |
| 10   | a deich      | deich           | deichniúr       | deichiú         |
| 11   | a haon déag  | aon...déag      | aon...déag      | aonú...déag     |
| 12   | a dó dhéag   | dhá...déag      | dáréag          | dóú...déag      |
| 20   | fiche        | fiche           | fiche           | fichiú          |
| 21   | fiche a haon | ...'s fiche     | ...'s fiche     | aonú...'s fiche |
| 22   | fiche a dó   | dhá ...'s fiche | dhá ...'s fiche | dóú...'s fiche  |
| 30   | tríocha      | tríocha         | tríocha         | tríochadú       |
| 40   | daichead     | daichead        | daichead        | daicheadú       |
| 50   | caoga        | caoga           | caoga           | caogadú         |
| 60   | seasca       | seasca          | seasca          | seascadú        |
| 70   | seachtó      | seachtó         | seachtó         | seachtódú       |
| 80   | ochtó        | ochtó           | ochtó           | ochtódú         |
| 90   | nócha        | nócha           | nócha           | nóchadú         |
| 100  | céad         | céad            | céad            | céadú           |
| 1000 | míle         |                 |                 |                 |

Tiếng Ireland có ba loại số đếm: số đơn độc, số liên kết chỉ người, số liên kết chỉ vật.
Số đơn độc được dùng trong số học, chỉ giờ hoặc đứng sau danh từ như trong các cụm bus a trí déag "xe buýt số 13" hay seomra a dó "phòng 2".
Số liên kết được dùng để đếm và chia ra hai loại là chỉ người và chỉ vật.
Số liên kết chỉ người cũng có thể được dùng như đại từ thay thế cho danh từ chỉ người, riêng với số một thì dùng từ duine "người", ví dụ như trong câu Tá cúigear páistí agam; tá duine acu breoite. "Tôi có năm đứa con, có một bị ốm."

## Ngữ âm
Một đặc tính quan trọng của ngữ âm tiếng Ireland đó là ngoại trừ /h/ thì tất cả phụ âm đều chia thành phụ âm "rộng" (thực chất là phụ âm mạc hóa do có thêm vị trí cấu âm phụ ở ngạc mềm) và phụ âm "hẹp" (thực chất là phụ âm vòm hóa do có thêm vị trí cấu âm phụ ở ngạc cứng). 
|             |           | Môi      | Môi      | Môi      | Môi  | Môi  | Đầu lưỡi | Đầu lưỡi | Đầu lưỡi  | Đầu lưỡi | Mặt lưỡi | Mặt lưỡi | Họng |
| Đôi môi     | Đôi môi   | Môi ngạc | Môi răng | Môi răng | Răng | Lợi  | Lợi      | Sau lợi  | Ngạc cứng | Ngạc mềm |          |          | Họng |
| rộng        | hẹp       | rộng     | rộng     | hẹp      | rộng | rộng | hẹp      | hẹp      | hẹp       | rộng     |          |          | Họng |
| ----------- | --------- | -------- | -------- | -------- | ---- | ---- | -------- | -------- | --------- | -------- | -------- | -------- | ---- |
| Tắc         | vô thanh  | pˠ       | pʲ       |          |      |      | t̪ˠ       |          |           | tʲ       | c        | k        |      |
| Tắc         | hữu thanh | bˠ       | bʲ       |          |      |      | d̪ˠ       |          |           | dʲ       | ɟ        | ɡ        |      |
| Xát/Tắc-xát | vô thanh  |          |          |          | fˠ   | fʲ   |          | sˠ       |           | ʃ        | ç        | x        | h    |
| Xát/Tắc-xát | hữu thanh |          |          | w        | w    | vʲ   |          |          |           |          | j        | ɣ        |      |
| Mũi         | Mũi       | mˠ       | mʲ       |          |      |      | n̪ˠ       |          | nʲ        |          | ɲ        | ŋ        |      |
| Vỗ          | Vỗ        |          |          |          |      |      |          | ɾˠ       | ɾʲ        |          |          |          |      |
| Bên         | Bên       |          |          |          |      |      | l̪ˠ       |          | lʲ        |          |          |          |      |

Có 11 nguyên âm đơn, trong đó nguyên âm schwa /ə/ chỉ có thể ở vị trí không có trọng âm. Có bốn nguyên âm đôi: /iə/, /uə/, /əi/, /əu/.
|          | Trước | Giữa | Sau |
| -------- | ----- | ---- | --- |
| Đóng     | iː    |      | uː  |
| Gần đóng | ɪ     |      | ʊ   |
| Nửa đóng | eː    |      | oː  |
| Vừa      |       | ə    |     |
| Nửa mở   | ɛ     |      | ɔ   |
| Mở       | a     |      | ɑː  |